# 奧羅拉群島

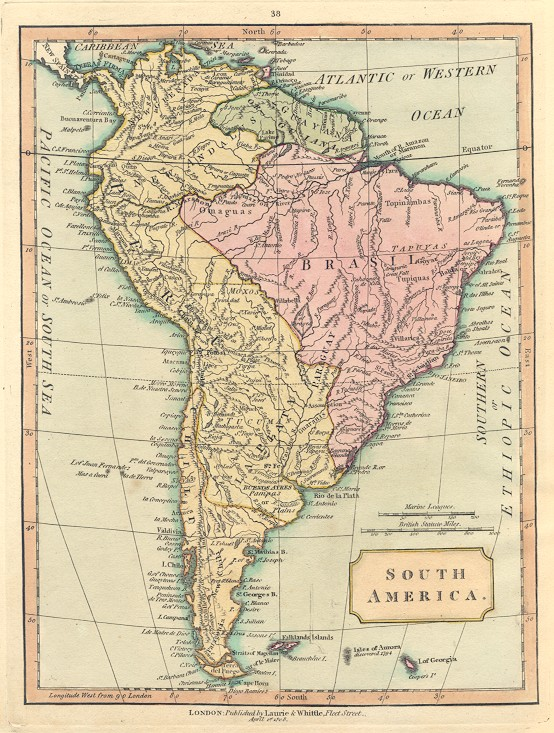
1808年南美地圖上標示的奧羅拉群島“Isles of Aurora”（圖中下）

奧羅拉群島（英語：Aurora Islands）是於1762年由西班牙商船「奧羅拉」號在利馬至加的斯航行途中所記錄的幽靈群島。

## 歷史
1762年，由西班牙商船「奧羅拉」號在利馬至加的斯航行途中所首次記錄到。1774年，「奧羅拉」號船員再度目擊到此群島，而另一艘西班牙船隻「聖米格爾」號則認為群島的座標在52°37′S 47°49′W / 52.617°S 47.817°W。1794年2月20日，亞歷杭德羅·馬拉斯皮納所率領的西班牙環球航行船隊中的護衛艦「阿特米達」號再次目擊到奧羅拉群島。他們回報的地點位於53°S 48°W / 53°S 48°W，在福克蘭群島與南喬治亞島之間。經度是以加的斯聖費爾南多的觀測為準。此群島最後的目視紀錄是在1856年，並持續標註於南大西洋的地圖上直到1870年代。
奧羅拉群島也可能是被亞美利哥·韋斯普奇於1501至1502年的探險途中所「發現」。在他1504年所寫的信中有詳細的記錄：當他從巴西卡波弗里奧海岸離開，乘上西洛可風向東南移動500里格（約2700公里）後，在南緯50º或52º記錄了此島。這個可能性被副船長埃內斯托·巴西里科的著作《亞美利哥·韋斯普奇第三次出航》（The Third Voyage of Amerigo Vespucci）與海軍少校巴雷羅·梅洛的著作《海軍將軍的旅程》（General Journal of Navy）所證實。在南緯52º，韋斯普奇發現一座長20里格（約111公里）的島嶼。
我們隨風（西洛可風）航行至約南緯52º的高緯度海域，以至於無法見到天空中閃爍的小熊座和大熊座。1502年4月3日，在暴風雨陣風從東南方海域襲來前，我們捲起所有船帆，以無帆的方式航行。這場暴風雨讓船隊深感恐懼。4月7日，當太陽在白羊座方向落下後，長達15小時的夜晚降臨，更能感到當地冬季的寒冷。我們在暴風雨中看見了一座新的島嶼，有著20里格（約111公里）的寬大海岸，岸邊沒有港口或居民。我相信因為過於寒冷的氣候，使我們當中沒有任何人想駛向這座島嶼。——亞美利哥·韋斯普奇
這座南緯52º的島嶼曾被視為未發現的福克蘭群島，但實際上與韋斯普奇的描述並不一致，因為福克蘭群島海岸短小且布滿礁石洞穴。引文中的4月3日在南半球是秋季而不是冬季，且15小時的夜晚並不合理，更奇怪的是船員不應會在秋季的南緯52º海域感到如此酷寒。這些不尋常的地理條件與隨之而來的暴風雨，可能會產生誤認類似聖布倫丹島的幽靈島。
雷蒙德·拉姆齊認為有幾種可能性能解釋為何1762年以來有多次目擊記錄，例如：大面積冰山、實際上是沙格岩或已沉沒島嶼，但最後都被排除。他總結：「其實沒有一個令人完全滿意的解釋，那片海域還留下許多未解之謎」。但史蒂芬·羅伊爾發現有幾座火山島在近代沉沒了。

## 文學作品
2001年，由芭芭拉·霍奇森撰寫的小說《伊波利特的島》（Hippolyte's Island），書中主角再次發現這座島嶼。在埃德加·愛倫·坡的小說《楠塔基特的阿瑟·戈登·皮姆故事》（The Narrative of Arthur Gordon Pym of Nantucket）中，皮姆和他的船員尋找這座島嶼，但未能找到。